# Linia kolejowa Lutol Suchy – Trzciel Zachodni
Linia kolejowa Lutol Suchy – Trzciel Zachodni – rozebrana w 1944 roku normalnotorowa linia kolejowa łącząca Lutol Suchy z Trzcielem Zachodnim przez Jasieniec.

## Historia
Otwarcie linii nastąpiło 13 września 1929 roku. Na całej swojej długości linia była jednotorowa o rozstawie szyn wynoszącym 1435 mm. 15 lutego 1932 nastąpiło zawieszenie ruchu pasażerskiego ze względu na nierentowność przewozów, a 31 maja 1941 także i towarowego. W 1944 roku linię fizycznie zlikwidowano.